# OR (motorfiets)
OR is een historisch merk van motorfietsen.
OR stond voor: Officine Riunite di Costruzioni Meccaniche, Milano (1928-1931).
Italiaans merk dat van 1928 tot 1931 clip-on motoren en 175 cc motorfietsen met eigen zij- en kopklepmotoren bouwde.